# 윌리엄 스트라이커
윌리엄 "빌" 스트라이커(William "Bill" Stryker) 목사는 마블 코믹스에서 출간한 만화책에 등장하는 공상 캐릭터이다. 만화가 브렌트 앤더슨과 작가 크리스 클레어몬트가 미국의 보수주의 목사인 제리 폴웰을 모델로 창작했으며, 1982년 엑스맨: 신은 사랑하고 인간은 살해한다에서 처음으로 등장한다. 그는 엑스맨의 주적으로, 뮤턴트들을 사탄이 인간을 타락시킴으로써 생겨난 피조물이라 생각한다.
영화 엑스맨 2에서 브라이언 콕스는 매그니토 같은 위협이 되는 뮤턴트들을 무기로 제압하길 갈망하는 미군 육군 대령 역을 맡았다. 대니 휴스턴은 엑스맨 탄생: 울버린에서 웨폰 X 프로젝트의 악랄한 책임자인 스트라이커 역을 연기하였다. 조시 헬먼은 엑스맨: 데이즈 오브 퓨처 패스트에서 훨씬 더 젊은 스트라이커 역을 연기하였다. 2009년에, 스트라이커는 IGN이 선정한 역대 최고의 빌런중에서 70위에 올랐다.